# Mackworth (Amber Valley)
Mackworth est une paroisse civile et un village du Derbyshire, en Angleterre.